# Anthony Zahareas
Anthony Zahareas (1930), hispanista estadounidense.

## Trayectoria
Es profesor del Department of Spanish and Portuguese Studies de la Universidad de Minnesota, Mineápolis. Se ha consagrado en especial al estudio de Juan Ruiz "Arcipreste de Hita", Valle-Inclán y la novela picaresca.
Entre sus obras destacan The Art of Juan Ruiz, Archpriest of Hita (Madrid, 1965); con Rodolfo Cardona, Visión del Esperpento: Teoría y Práctica de los Esperpentos de Valle-Inclán. (Madrid: Editorial Castalia, 1970, revisado en 1983); Critical Guide to the Book of True Love. Vol. III Itinerario del Libro del Arcipreste: Gossas del Libro de Buen Amor (Madison, Wis: HSMS, 1990); con José Esteban, Los proletarios del arte. Introducción a la bohemia (Madrid, Ediciones Celeste, 1998); una edición bilingüe de Luces de bohemia, Bohemian Lights (University of Edinburgh Press, 1975, and Univ. of Texas Press, 1976); edición del Lazarillo de Tormes y de sus Fortunas y Adversidades (Madrid: Akal, 1996) y, con Nicholas Spadaccini, de la Vida y hechos de Estebanillo González hombre de buen humor: compuestos por él mesmo (Madrid: Castalia, 1990), así como numerosos artículos en Romanic Review o Bulletin of Hispanic Studies entre otras revistas especializadas, así como contribuciones en libros colectivos.